# Diocesi di Valona
La diocesi di Valona (in latino Dioecesis Aulonitana) è una sede soppressa e sede titolare della Chiesa cattolica, con il nome di Aulona.

## Storia
Aulona, antico nome greco e romano dell'odierna Valona in Albania, è stata una sede vescovile della provincia romana dell'Epirus Novus nella diocesi civile di Macedonia, suffraganea dell'arcidiocesi di Durazzo. Fino a metà circa dell'VIII secolo, come tutte le sedi episcopali della prefettura dell'Illirico, Aulona era parte del patriarcato di Roma; in seguito fu sottoposta al patriarcato di Costantinopoli.
Sono solo tre i vescovi noti di quest'antica diocesi nel primo millennio cristiano. Nazario sottoscrisse nel 458 la lettera dei vescovi del Nuovo Epiro all'imperatore Leone dopo la morte violenta di Proterio di Alessandria. Un anonimo vescovo Aulonitanus accolse verso la fine del 519 i legati pontifici guidati da Germano di Capua, inviati a Costantinopoli per cercare di risolvere lo scisma acaciano. In un documento redatto in quest'occasione è esplicitamente menzionato il vescovo di Aulona, ma senza farne il nome. Sotero prese parte al concilio di Costantinopoli del 553 e sottoscrisse il 2 giugno la lettera sinodale.
La sede di Aulona è menzionata in due sole  Notitiae episcopatuum del patriarcato di Costantinopoli, del IX e del X secolo. A partire dalla seconda metà del XIV secolo la sede di Aulona fu unita a quella di Kanina, località a 5 km a sud di Valona.
A partire dal XIII secolo, le fonti latine conoscono le sedi Avelonensis, Valaniensis o Vallonensis, forme verbali a volte riconducibili alla sede di Aulona/Valona. Ma, almeno fino alla fine del XIV secolo, è difficile stabilire se i vescovi di questa sede fossero residenziali o semplicemente titolari. Di certo, in questi secoli sia gli Angioini di Napoli che la repubblica di Venezia occuparono l'Epiro o una parte di esso e fondarono diverse diocesi di rito latino (per es. Croia, Stefaniaco, Albania, Benda, Cunavia, ecc.).
Dal XVII secolo Valona è annoverata tra le sedi vescovili titolari della Chiesa cattolica con il nome di Aulona; dal 4 dicembre 2019 il vescovo titolare è Zdzisław Stanisław Błaszczyk, vescovo ausiliare di Rio de Janeiro.

## Cronotassi

### Vescovi greci
- Nazario † (menzionato nel 458)
- Anonimo † (menzionato nel 519)
- Sotero † (menzionato nel 553)

### Vescovi latini
- Anonimo † (? - 1º marzo 1210 deceduto)[6]
- Bartolomeo † (menzionato nel 1225)
- Anonimo † (menzionato nel 1225)[7]

### Vescovi titolari
- Valdebruno † (1286 - 1299)
- Albrico † (menzionato nel 1299)
- Nicola † (menzionato nel 1303)
- Giovanni di Reno, O.P. † (menzionato nel 1314 circa)
- Matteo, O.P. † (? - 19 gennaio 1330 nominato vescovo di Polignano)
- Giacomo, O.Carm. † (prima del 1337 - 30 ottobre 1345 deceduto)
- Pietro † (prima del 17 ottobre 1355 - 4 aprile 1362 nominato vescovo di Massa Lubrense)
- Paolo † (? deceduto)
- Giovanni Pietro di Piperno, O.P. † (9 agosto 1370 - 21 giugno 1372 nominato vescovo di Dragonara)[8]
- Mariano di Senis † (prima del 1399 - dopo il 1401)
- Jean de Mallevaud, O.F.M.Rec. † (7 dicembre 1648 - ? deceduto)[9]
- Johann Raymund Guidobald von Lamberg, O.F.M.Cap. † (9 maggio 1701 - 6 aprile 1725 deceduto)
- Gregorio Galindo † (20 febbraio 1726 - 11 aprile 1736 nominato vescovo di Lérida)
  - Ignazio di Santa Isabella, O.Carm. † (4 agosto 1736 - 24 settembre 1736 revocato) (vescovo eletto)
- Johann Valentin Heimes † (20 marzo 1780 - 23 luglio 1806 deceduto)
- Mariano Medrano y Cabrera † (7 ottobre 1829 - 2 luglio 1832 nominato vescovo di Buenos Aires)
- Mariano José de Escalada Bustillo y Zeballos † (2 luglio 1832 - 23 giugno 1854 nominato vescovo di Buenos Aires)
- John Pius Leahy, O.P. † (11 luglio 1854 - 6 marzo 1860 succeduto vescovo di Dromore)
- Federico León Aneiros † (21 marzo 1870 - 25 luglio 1873 nominato arcivescovo di Buenos Aires)
- Francesco Grassi Fonseca † (26 agosto 1873 - 4 gennaio 1888 deceduto)
- Peter Verdaguer y Prat † (25 luglio 1890 - 26 ottobre 1911 deceduto)
- Santiago Luis Copello † (8 novembre 1918 - 20 ottobre 1932 nominato arcivescovo di Buenos Aires)
- Jean Larrart, M.E.P. † (10 gennaio 1933 - 11 aprile 1946 nominato arcivescovo di Guiyang)
- Manuel Martín del Campo Padilla † (3 agosto 1946 - 26 dicembre 1948 succeduto vescovo di León)
- José de Jesús Martinez Vargas † (13 luglio 1949 - 18 dicembre 1952 nominato vescovo di Armenia)
- Wilhelm Sedlmeier † (7 febbraio 1953 - 24 febbraio 1987 deceduto)
- Kurt Krenn † (3 marzo 1987 - 11 luglio 1991 nominato vescovo di Sankt Pölten)
- Lawrence Harold Welsh † (5 novembre 1991 - 13 gennaio 1999 deceduto)
- Michel Christian Cartatéguy, S.M.A. (18 maggio 1999 - 25 gennaio 2003 nominato vescovo di Niamey)
- Roger Paul Morin † (11 febbraio 2003 - 2 marzo 2009 nominato vescovo di Biloxi)
- Jesús Antonio Lerma Nolasco † (7 maggio 2009 - 28 settembre 2019 nominato vescovo di Iztapalapa)
- Zdzisław Stanisław Błaszczyk, dal 4 dicembre 2019